# Prhovec
Prhovec is een plaats in de gemeente Gornji Mihaljevec in de Kroatische provincie Međimurje. De plaats telt 163 inwoners (2001).